# 阿利多 (伊利諾州)
阿利多（英語：Aledo）是一個位於美國伊利诺伊州默瑟縣的城市。根據2010年美國人口普查，該地人口為3640人，而該地的面積約為6.20平方千米。同時該地也是默瑟縣的縣治。

## 地理
阿利多的座標為41°12′01″N 90°45′00″W / 41.20028°N 90.75000°W，而該地的平均海拔高度為224米（即736英尺）。